# ديفيد ليناريس
ديفيد ليناريس (بالفرنسية: David Linarès) (5 أكتوبر 1975 في جورا) لاعب كرة قدم فرنسي يلعب حاليا لصالح نادي الدرجة الثانية ديجون الفرنسي في خط الوسط .

## روابط خارجية
- ديفيد ليناريس على موقع رابطة كرة القدم الفرنسية للمحترفين (الإنجليزية)
- ديفيد ليناريس على موقع قاعدة بيانات كرة القدم.إي يو (الإنجليزية)
- ديفيد ليناريس على موقع ليكيب (الفرنسية)
- ديفيد ليناريس على موقع Soccerbase.com (لاعب) (الإنجليزية)
- ديفيد ليناريس على موقع Soccerbase.com (مدرب) (الإنجليزية)
- ديفيد ليناريس على موقع Soccerway.com (الإنجليزية)
- ديفيد ليناريس على موقع عالم كرة القدم.نت (الإنجليزية)